# High Commissioner of the United Kingdom to Brunei
Die Liste der High Commissioner from the United Kingdom to Brunei (dt.: „Hochkommissar des Vereinigten Königreichs in Brunei“) bietet einen Überblick über die höchsten diplomatischen Vertreter von Großbritannien in Brunei im System des Commonwealth. Er leitet die Auslandsvertretung (diplomatic mission) in Brunei. Da das Vereinigte Königreich und Brunei Mitgliedsstaaten des Commonwealth of Nations sind, bestehen diplomatischen Beziehungen auf Regierungsebene anstatt zwischen Staatsoberhäuptern. Daher tauschen die Länder High Commissioners statt Botschaftern aus.

## Geschichte
Brunei war ein  britisches Protektorat von 1888 bis zur vollen Unabhängigkeit am 1. Januar 1984. Bereits 1958, als die Verfassung geändert wurde, wurde der Posten des British Resident abgeschafft und die British High Commission for Brunei begründet. Sir Dennis Charles White, der im vorangegangenen Jahr als Resident ernannt worden war, wurde der erste High Commissioner unter der neuen Verfassung.

## Liste der High Commissioner
| No. | Name                      | Amtsantritt        | Amtszeitende      | Monarch       | Anmerkungen   |
| --- | ------------------------- | ------------------ | ----------------- | ------------- | ------------- |
| 1   | Dennis Charles White      | 29. September 1959 | 31. März 1963     | Elisabeth II. | [ 3 ]         |
| 2   | Angus MacKay Mackintosh   | 1. April 1963      | 9. Dezember 1963  | Elisabeth II. | [ 4 ] [ 3 ]   |
| 3   | Edgar Ord Laird           | 9. Dezember 1963   | 1965              | Elisabeth II. | [ 5 ] [ 6 ]   |
| 4   | Fernley Douglas Webber    | 1. August 1965     | Oktober 1967      | Elisabeth II. | [ 7 ] [ 5 ]   |
| 5   | Arthur Robin Adair        | Dezember 1967      | Januar 1972       | Elisabeth II. | [ 8 ] [ 9 ]   |
| 6   | Peter Gautrey             | 12. Januar 1972    | 14. Januar 1975   | Elisabeth II. | [ 10 ]        |
| 7   | James Alfred Davidson     | Januar 1975        | 1978              | Elisabeth II. | [ 11 ]        |
| 8   | Arthur Christopher Watson | Oktober 1978       | 31. Dezember 1983 | Elisabeth II. | [ 12 ] [ 13 ] |
| 9   | Robert Francis Cornish    | 6. November 1983   | 5. August 1986    | Elisabeth II. | [ 14 ]        |
| 10  | Roger Westbrook           | 1986               | 1991              | Elisabeth II. | [ 14 ]        |
| 11  | Adrian Sindall            | 1991               | 1994              | Elisabeth II. | [ 14 ]        |
| 12  | Ivan Roy Callan           | 1994               | 1998              | Elisabeth II. | [ 14 ]        |
| 13  | Stuart Laing              | 1998               | 2002              | Elisabeth II. | [ 15 ]        |
| 14  | Andrew Caie               | 2002               | 2005              | Elisabeth II. | [ 15 ]        |
| 15  | John Saville              | 2005               | 2009              | Elisabeth II. | [ 16 ]        |
| 16  | Rob Fenn                  | 2009               | 2013              | Elisabeth II. | [ 17 ]        |
| 17  | David Campbell            | 2013               | 2017              | Elisabeth II. | [ 18 ]        |
| 18  | Richard Lindsay           | 2017               | 2020              | Elisabeth II. | [ 19 ] [ 20 ] |
| 19  | John Virgoe               | Juli 2020          |                   | Elisabeth II. | [ 21 ] [ 22 ] |